# Diosa Costello
Juana de Dios Castrelo (23 de abril de 1913 - 20 de junio de 2013), más conocida como Diosa Costello, fue una actriz puertorriquena, intérprete, productora y dueña del club, "the Latin Bombshell".

## Primeros años
Costello nació en Guayama, Puerto Rico en 1913, aunque a menudo se indica su nacimiento incorrectamente en 1917.

## Carrera
Después de presentarse desde hace algún tiempo en varios lugares de Spanish Harlem/El Barrio, se une a Desi Arnaz para trabajar en lugares como el club de La Conga. Su debut en Broadway fue Too Many Girls (1939), donde se convirtió en la primera latina en Broadway. Sin embargo, decidió no ir con la película, reacios a trasladarse a Holliwood.
El Smithsonian filmó una entrevista con Costello en 2006.
Costello murió mientras dormía el 20 de junio de 2013 a la edad de 100 en Hollywood, Florida.

## Vida personal
Estaba casada con Pupi Campo, cantante cubano de Don Casino.